# Prix Pulitzer de la biographie ou de l'autobiographie

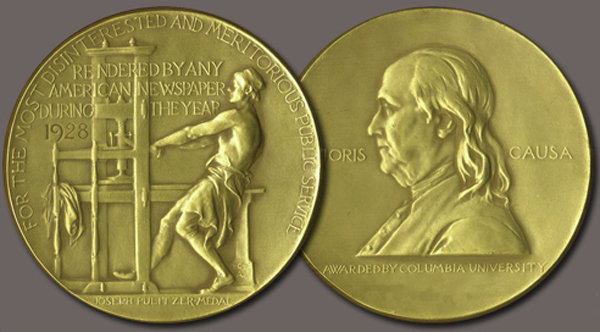
Médaille du prix Pulitzer.

Le prix Pulitzer de la biographie ou de l'autobiographie est attribué depuis 1917 pour une biographie ou autobiographie remarquable par un auteur américain.
À partir de 2023, le prix est scindé en deux catégories, l'une pour les biographies, l'autre pour les mémoires et autobiographies.

## Palmarès
Les liens internes dans les titres renvoient aux sujets traités dans le cas des biographies. Une liste des finalistes est publiée à partir de 1980.

### Années 1910
- 1917 : Julia Ward Howe par Laura E. Richards et Maud Howe Elliott, avec la participation de Florence Howe Hall
- 1918 : Benjamin Franklin, Self-Revealed de William Cabell Bruce
- 1919 : The Education of Henry Adams de Henry Adams

### Années 1920
- 1920 : The Life of John Marshall, 4 vols. de Albert J. Beveridge
- 1921 : The Americanization of Edward Bok de Edward Bok (en)
- 1922 : A Daughter of the Middle Border de Hamlin Garland
- 1923 : The Life and Letters of Walter H. Page de Burton J. Hendrick
- 1924 : From Immigrant to Inventor de Michael I. Pupin
- 1925 : Barrett Wendell and His Letters de Mark Antony DeWolfe Howe
- 1926 : The Life of Sir William Osler, 2 vols. de Harvey Cushing
- 1927 : Whitman: An Interpretation in Narrative de Emory Holloway
- 1928 : The American Orchestra and Theodore Thomas de Charles Edward Russell
- 1929 : The Training of an American: The Earlier Life and Letters of Walter H. Page de Burton J. Hendrick

### Années 1930
- 1930 : The Raven: A Biography of Sam Houston de Marquis James (en)
- 1931 : Charles W. Eliot (en), President of Harvard University, 1869-1909 de Henry James
- 1932 : Theodore Roosevelt de Henry F. Pringle
- 1933 : Grover Cleveland de Allan Nevins
- 1934 : John Hay: From Poetry to Politics de Tyler Dennett
- 1935 : R. E. Lee de Douglas S. Freeman
- 1936 : The Thought and Character of William James de Ralph Barton Perry
- 1937 : Hamilton Fish: The Inner History of the Grant Administration de Allan Nevins
- 1938 : ex æquo
  - Pedlar's Progress: The Life of Bronson Alcott de Odell Shepard
  - Andrew Jackson, 2 vols. (The Border Captain et Portrait of a President) de Marquis James
- 1939 : Benjamin Franklin de Carl Van Doren
  - Autre recommandation du jury à Elihu Root de Philip C. Jessup[3]

### Années 1940
- 1940 : Woodrow Wilson, Life and Letters. Vols. VII et VIII de Ray Stannard Baker
  - Autre recommandation du jury à Thoreau de Henry Seidel Canby[3]
- 1941 : Jonathan Edwards, 1703-1758: a biography de Ola Elizabeth Winslow
- 1942 : Crusader in Crinoline: The Life of Harriet Beecher Stowe de Forrest Wilson
  - Autre recommandation du jury à Edgar Allan Poe: A critical biography de Arthur Hobson Quinn[3]
- 1943 : Admiral of the Ocean Sea: A Life Of Christopher Columbus de Samuel Eliot Morison
- 1944 : The American Leonardo: The Life of Samuel F. B. Morse de Carleton Mabee
- 1945 : George Bancroft: Brahmin Rebel de Russel Blaine Nye
- 1946 : Son of the Wilderness: The Life of John Muir de Linnie Marsh Wolfe
- 1947 : The Autobiography of William Allen White de William Allen White (en)
- 1948 : Forgotten First Citizen: John Bigelow de Margaret Clapp
- 1949 : Roosevelt and Hopkins: An Intimate Historique de Robert E. Sherwood
  - Autres recommandations du jury, par ordre de classement : 2o George Washington, vol. I & III de Douglas Southall Freeman ; 3o Jefferson the Virginian de Dumas Malone ; 4o James Madison: The Nationalist 1780-1787 d'Irving Brant ; Modèle:5° The Story of John Hope par Rigely Torrence[3].

### Années 1950
- 1950 : John Quincy Adams and the Foundations of American Foreign Policy de Samuel Flagg Bemis
  - Autres recommandations du jury, par ordre de classement : 2o This I Remember… d'Eleanor Roosevelt ; 3o, à égalité John C. Calhoun: Nullifier de Charles M. Witse et Jonathan Edwards de Perry Miller[3].
- 1951 : John C. Calhoun: American Portrait de Margaret Louise Coit
  - Le jury avait également recommandé à l'organisation du Pulitzer James Madison: Father of the Constitution d'Irving Brant, Jane Mecom: Franklin's favorite sister de Carl Von Doren et The Peabody sister of Salem de Louise Hall Tharp[3]
- 1952 : Charles Evans Hughes de Merlo J. Pusey
- 1953 : Edmund Pendleton 1721-1803 de David J. Mays
- 1954 : The Spirit of St. Louis de Charles A. Lindbergh
- 1955 : The Taft Story de William S. White
- 1956 : Benjamin Henry Latrobe de Talbot Faulkner Hamlin
- 1957 : Profiles in Courage de John F. Kennedy
- 1958 : George Washington, Volumes I-VI de Douglas Southall Freeman, et Volume VII, écrit par John Alexander Carroll et Mary Wells Ashworth après la mort du Dr. Freeman en 1953
- 1959 : Woodrow Wilson, American Prophet de Arthur Walworth

### Années 1960
- 1960 : John Paul Jones: A Sailor's Biography de Samuel Eliot Morison
- 1961 : Charles Sumner and the Coming of the Civil War de David Donald
- 1962 : prix non attribué. En 1962, le comité Pulitzer attribue le prix à Citizen Hearst de W. A. Swanberg. Les administrateurs de l'université Columbia, qui gèrent le prix, écartent l'attribution, en refusant d'honorer un livre qui porte un regard critique sur William Randolph Hearst[4].
- 1963 : Henry James de Leon Edel
- 1964 : John Keats de Walter Jackson Bate
- 1965 : Henry Adams, 3 vols., de Ernest Samuels
- 1966 : A Thousand Days: John F. Kennedy in the White House de Arthur Meier Schlesinger, Jr.
- 1967 : Mr. Clemens and Mark Twain de Justin Kaplan
- 1968 : Memoirs de George Frost Kennan
- 1969 : The Man From New York: John Quinn and His Friends de Benjamin Lawrence Reid

### Années 1970
- 1970 : Huey Long de Thomas Harry Williams
- 1971 : Robert Frost: The Years of Triumph, 1915–1938 de Lawrence Thompson
  - Deuxième : Roosevelt: The Soldier of Freedom, 1940-1945 de James MacGregor Burns
  - Troisième : George Washington and the New Nation, 1783-1793 de Thomas Flexner
- 1972 : Eleanor and Franklin de Joseph P. Lash
- 1973 : Luce and His Empire de W. A. Swanberg
- 1974 : O'Neill, Son and Artist de Louis Sheaffer
- 1975 : The Power Broker: Robert Moses and the Fall of New York de Robert Caro
- 1976 : Edith Wharton: A Biography de R. W. B. Lewis
- 1977 : A Prince of Our Disorder: The Life of T E. Lawrence de John E. Mack
- 1978 : Samuel Johnson de Walter Jackson Bate
- 1979 : Days of Sorrow and Pain: Leo Baeck and the Berlin Jews de Leonard Baker

### Années 1980
- 1980 : The Rise of Theodore Roosevelt de Edmund Morris
- 1981 : Peter the Great: His Life and World de Robert K. Massie
- 1982 : Grant: A Biography de William S. McFeely
- 1983 : Growing Up de Russell Baker
- 1984 : Booker T. Washington: The Wizard of Tuskegee, 1901–1915 de Louis R. Harlan
- 1985 : The Life and Times of Cotton Mather de Kenneth Silverman
- 1986 : Louise Bogan: A Portrait de Elizabeth Frank
- 1987 : Bearing the Cross: Martin Luther King Jr. and the Southern Christian Leadership Conference de David J. Garrow
- 1988 : Look Homeward: A Life of Thomas Wolfe de David Herbert Donald
- 1989 : Oscar Wilde de Richard Ellmann

### Années 1990
- 1990 : Machiavelli in Hell de Sebastian de Grazia
- 1991 : Jackson Pollock: An American Saga de Steven Naifeh et Gregory White Smith
- 1992 : Fortunate Son: The Autobiography of Lewis B. Puller Jr. de Lewis B. Puller
- 1993 : Truman de David McCullough
- 1994 : W.E.B. Du Bois : Biography of a Race, 1868–1919 de David Levering Lewis
- 1995 : Harriet Beecher Stowe: A Life de Joan D. Hedrick
- 1996 : God: A Biography de Jack Miles
- 1997 : Les Cendres d'Angela de Frank McCourt
- 1998 : Personal History de Katharine Graham
- 1999 : Lindbergh de A. Scott Berg

### Années 2000
- 2000 : Vera, Mrs. Vladimir Nabokov de Stacy Schiff
  - Clear Springs: A Memoir de Bobbie Ann Mason (en)
  - La fille de Galilée (Galileo's Daughter: A Historical Memoir of Science, Faith, and Love) de Dava Sobel
- 2001 : W.E.B. Du Bois: The Fight for Equality and The American Century, 1919–1963 de David Levering Lewis
  - Johann Sebastian Bach: The Learned Musician, de Christoph Wolff
  - The First American: The Life and Times of Benjamin Franklin de H.W. Brands
- 2002 : John Adams de David McCullough
  - An Hour Before Daylight: Memories of a Rural Boyhood de Jimmy Carter
  - Grant de Jean Edward Smith
- 2003 : Master of the Senate. The Years of Lyndon Johnson de Robert Caro
  - Beethoven: The Music and the Life de Lewis Lockwood
  - The Fly Swatter. How My Grandfather Made His Way in the World de Nicholas Dawidoff. Consacré à Alexander Gerschenkron
- 2004 : Khrushchev: The Man and His Era  (ISBN 0-393-05144-7) de William Taubman
- 2005 : de Kooning: An American Master de Mark Stevens et Annalyn Swan
- 2006 : American Prometheus: The Triumph and Tragedy of J. Robert Oppenheimer de Kai Bird et Martin J. Sherwin
- 2007 : The Most Famous Man in America: The Biography of Henry Ward Beecher de Debby Applegate
- 2008 : Eden's Outcasts: The Story of Louisa May Alcott and Her Father de John Matteson
- 2009 : American Lion: Andrew Jackson in the White House de Jon Meacham (en)

### Années 2010
- 2010 : The First Tycoon: The Epic Life of Cornelius Vanderbilt de T. J. Stiles
  - Cheever: A Life de Blake Bailey
  - Woodrow Wilson: A Biography de John Milton Cooper Jr.
- 2011 : Washington: A Life de Ron Chernow
  - Mrs. Adams in Winter: A Journey in the Last Days of Napoleon de Michael O'Brien
  - The Publisher: Henry Luce and His American Century d'Alan Brinkley
- 2012 : George F. Kennan: An American Life de John Lewis Gaddis
- 2013 : The Black Count: Glory, Revolution, Betrayal, and the Real Count of Monte Cristo de Tom Reiss
- 2014 : Margaret Fuller: A New American Life de Megan Marshall
- 2015 : The Pope and Mussolini: The Secret History of Pius XI and the Rise of Fascism in Europe de David I. Kertzer
- 2016 : Jours barbares (Barbarian Days: A Surfing Life) de William Finnegan
- 2017 : The Return: Fathers, Sons and the Land in Between de Hisham Matar (en)
- 2018 : Prairie Fires: The American Dreams of Laura Ingalls Wilder de Caroline Fraser
  - Richard Nixon: The Life de John A. Farrell
  - Robert Lowell, Setting the River on Fire: A Study of Genius, Mania, and Character de Kay Redfield Jamison
- 2019 : The New Negro: The Life of Alain Locke de Jeffrey C. Stewart
  - Proust's Duchess: How Three Celebrated Women Captured the Imagination of Fin-de-Siècle Paris de Caroline Weber. Consacré à Geneviève Halévy, Laure de Sade et Élisabeth de Riquet de Caraman-Chimay
  - The Road Not Taken: Edward Lansdale and the American Tragedy in Vietnam de Max Boot

### Années 2020
- 2020 : Sontag: Her Life and Work de Benjamin Moser
  - Our Man: Richard Holbrooke and the End of the American Century de George Packer
  - Parisian Lives: Samuel Beckett, Simone de Beauvoir, And Me par Deirdre Bair
- 2021 : The Dead Are Arising: The Life of Malcolm X de Les Payne et Tamara Payne
  - Red Comet: The Short Life and Blazing Art of Sylvia Plath d'Heather Clark
  - Stranger in the Shogun's City: A Japanese Woman and Her World d'Amy Stanley
- 2022 : Chasing Me to My Grave: An Artist's Memoir of the Jim Crow South de Winfred Rembert (en) et Erin I. Kelly (en)
  - Pessoa: A Biography de Richard Zenith
  - The Doctors Blackwell: How Two Pioneering Sisters Brought Medicine to Women and Women to Medicine de Janice P. Nimura. Consacré à Elizabeth et Emily Blackwell
- 2023
  - Biographie : G-Man: J. Edgar Hoover and the Making of the American Century de Beverly Gage
    - His Name Is George Floyd: One Man's Life and the Struggle for Racial Justice de Robert Samuels et Toluse Olorunnipa
    - Mr. B: George Balanchine's 20th Century de Jennifer Homans

  - Autobiographie ou mémoires : Stay True de Hua Hsu
    - Easy Beauty: A Memoir de Chloé Cooper Jones
    - The Man Who Could Move Clouds: A Memoir de Ingrid Rojas Contreras
- 2024 :
  - Biographie (ex æquo) : 
    - King: A Life de Jonathan Eig
    - Master Slave Husband Wife: An Epic Journey from Slavery to Freedom de Ilyon Woo. Sur Ellen et William Craft.
      - Larry McMurtry: A Life de Tracy Daugherty

  - Autobiographie ou mémoires : Liliana's Invincible Summer: A Sister’s Search for Justice de Cristina Rivera Garza
    - The Best Minds: A Story of Friendship, Madness, and the Tragedy of Good Intentions de Jonathan Rosen
    - The Country of the Blind: A Memoir at the End of Sight de Andrew Leland